# Gâteau de ménage
Le gâteau de ménage (ou toutché en franc-comtois) est un gâteau traditionnel à pâte levée de la cuisine franc-comtoise.

## Origine
Le gâteau de ménage est originaire de la partie nord du massif du Jura. Il est appelé gâteau de fête ou toutché, tutsche, touetché, toutchai, totche, toitché, toutiés, toutaie ou gâteau de frayure en Franche-Comté, et totché en Ajoie. Il fait partie de l'inventaire du patrimoine culinaire suisse.
Le gâteau de ménage avait pour base une pâte proche de la baguette viennoise et une garniture composée uniquement de crème fraîche légèrement salée. Il utilisait les restes de pâte à pain du pétrin (les « frayures ») retravaillées avec un peu de lait. On fonçait une tôle à tarte avec la pâte avant de la garnir de crème salée et de l'enfourner dans le four à pain après la cuisson de celui-ci[réf. souhaitée]. La composition du nappage pouvait varier selon les localités.
Le gâteau de ménage actuel correspond à une variante plus riche qui était celle d'un gâteau de fête servi à l'occasion de l'Épiphanie. D'après Robert Cuisenier, le prototype de cette variante remonte aux flans qui étaient servis au XVIe siècle aux malades de l'hôpital de Montbéliard à l'occasion de Pâques. La recette actuelle daterait de 1919.

## Description
Rond, jaune, doré au milieu et avec un rebord marron foncé, il est à base de pâte briochée sucrée, plus ou moins riche en beurre, nappée de goumeau (du franc-comtois goumer qui signifie humecter, imbiber), un mélange de crème fraîche, de jaune d'œuf et de sucre). Il est parfois parfumé à la fleur d'oranger. On trouve des variantes avec des fruits ou des pépites de chocolat. 
C'est aujourd'hui le gâteau du dimanche et des goûters de fête.

## En Suisse
Originaire de l'Ajoie, un gâteau similaire, le totché, fait partie de la cuisine traditionnelle du canton du Jura. Sa pâte se fait sans œufs.